# 17956 Andrewlenoir
17956 Andrewlenoir è un asteroide della fascia principale. Scoperto nel 1999, presenta un'orbita caratterizzata da un semiasse maggiore pari a 2,2354521 UA e da un'eccentricità di 0,0744520, inclinata di 1,94908° rispetto all'eclittica.